# Desmacella informis
Desmacella informis är en svampdjursart som beskrevs av Stephens 1916. Desmacella informis ingår i släktet Desmacella och familjen Desmacellidae. Inga underarter finns listade i Catalogue of Life.